# 디 브래들리 베이커
디 브래들리 베이커(Dee Bradley Baker)는 미국의 남성 성우이다.

## 인물
1962년 8월 31일미국 인디애나 출생으로,콜로라도 주에서 자랐다. 9살부터 대학에 들어가기 전까지 뮤지컬,오페라,연극 등에 참가했다. 콜로라도 대학에 다녀 철학을 전공,독일어를 배웠다. 대학 졸업 후에는 샌프란시스코에서 무대배우,스탠드업 코미디언을 하기 시작했다. 주로 닉과 카툰네트워크활동이 많다.
최근에는 월트 디즈니 컴패니의 피니와 퍼브의 오리너구리 페리 역을 맡고 있다.

## 출연작품

### 애니메이션
- 대니 팬텀-얼프 외
- 덕 다저스-리차드 선장
- 리플레이스먼트-조니 히스웰 등
- 릴로 & 스티치 TV시리즈 - 추가 음성
- 마다가스카의 펭귄-야생 말린,젤리
- 마틴 미스터리-부기맨,블랙워터 고스트
- 히글리타운의 영웅들
- 만능수리공 매니-터너
- 미키마우스 클럽하우스-산타,부부
- 배트맨-시계왕,스케어 크로우
- 벤 10-로보트닉 Lt,캐쉬 머레이,와일드,스틴플라이,리멕스,아이가이,칼 테니슨 등
- 벤 10:에일리언 포스-TV나레이터,제트 레이,스파이더 몽키,에코 등
- 빌리와 맨디-맨디 아버지 외
- 소와 닭-아빠
- 스펀지밥-스퀄리엄 펜시손,버블 베이스,퍼치 퍼킨스 등
- 어드벤처 타임 쇼트-레인콜린
- 아바타 - 아앙의 전설-아파,모모,액터 오자이 등
- 아메리칸 데드-클라우스
- 피니와 퍼브(2007)-오리너구리 페리,치와와 핑키 외
  - 마일로 머피의 법칙-오리너구리 페리
- 제이크와 네버랜드 해적들-뚝딱 악어
- 펜 제로: 파트타임 히어로
- 투모로우 나라의 마일스-머크
- 프린세스 스타의 모험일기
- 마일로 머피의 법칙-오리너구리 페리
- 라푼젤 시리즈 - 파스칼 외
- 빅 시티 그린
- 신비한 개구리 나라 앰피비아
- 아기를 부탁해! 토츠

### 극장용 애니메이션
- 곰돌이 푸-피그렛
- 벤 10:옴니트릭의 비밀-아이가이,스틴플라이,와일드 등
- 아스트로 보이 - 아톰의 귀환-쓰레기통
- TMNT-괴물들
- 피니와 퍼브 무비: 2차원을 넘어서-오리너구리 페리
- 해피피트-모리스
- 피니와 퍼브 무비: 캔디스, 우주에 맞서다-오리너구리 페리

### 영화
- 스타 워즈 에피소드 2: 클론의 습격-렉스,코디,클론들
- 스페이스 잼-대피 덕
- G-포스 - 모치